# Troy (hrabstwo Walworth)
Troy – miasto w Stanach Zjednoczonych, w stanie Wisconsin, w hrabstwie Walworth.